# 辛氏 (梁緯)
辛氏（—316年）是西晉隴西狄道人，散騎常侍梁緯妻子，劉曜攻破長安後，梁緯被劉曜所殺。劉曜發現辛氏很漂亮就想娶她，辛氏趴在地上大哭，抬頭對著劉曜說：「我的丈夫已死，我沒有理由還活著；再說明公怎麼能娶再嫁之婦呢！讓我去死吧，這樣我還能去地下供養公婆！」。劉曜說：「你是個貞婦，就遂你願吧。」辛氏於是自縊而死。劉曜也以禮安葬。

## 延伸阅读
[在维基数据编辑]
 《晉書·卷096》，出自房玄齡《晉書》